# Mike Nazaruk
Mike Nazaruk (ur. 2 października 1921 w Newark, zm. 1 maja 1955 w Langhorne) – amerykański kierowca wyścigowy wyścigów Indianapolis 500 w latach 1951, 1953–1954, zaliczanych do klasyfikacji Formuły 1. Jeździł w bolidzie zespołów Kurtis Kraft. Zginął na torze w miejscowości Langhorne. Jego największym osiągnięciem jest 2 pozycja w sezonie 1951.